# Altensteintal
Altensteintal (italsky Val Sasso Vecchio) je přibližně 4 km dlouhé boční údolí odbočující na západ z údolí Fischleintal v Sextenských Dolomitech v nejvýchodnější části Jižního Tyrolska v Itálii. Je součástí přírodního parku Drei Zinnen.

## Poloha
Údolí Altensteintal začíná několik set metrů za chatou Talschlusshütte v údolí Fischleintal, pod horou Einserkofel, kde se od údolí Fischleintal odděluje západním směrem. Pokračování Fischleintalu se od této křižovatky nazývá Bacherntal. Souběžně s údolím protéká potok Altensteiner Bach, který je na konci údolí napájen vodopádem z Bödenských jezer pod chatou Dreizinnenhütte a vlévá se do říčky Fischleinbach.
Údolí Altensteintal je ohraničeno vlevo vrcholy Einserkofelu a vpravo vrcholy Dreischusterspitze. Pro svou malebnost je důstojným pokračováním údolí Fischleintal. Název pochází z legendy, že hora Altenstein je nejstarší horou v zemi a že je domovem zemřelých předků.

## Popis
Altensteintal využívají přednostně návštěvníci Drei Zinnen, kterým nevadí výstup o 1 000 m za přibližně 3 hodiny a chtějí se na oplátku vyhnout turistickému návalu přes chaty Auronzohütte a Lavaredohütte. Navzdory náročnosti výstupu nepředstavuje cesta pro turisty žádné riziko ani nebezpečí, pokud mají správné vybavení a chovají se přiměřeně.

## Galerie

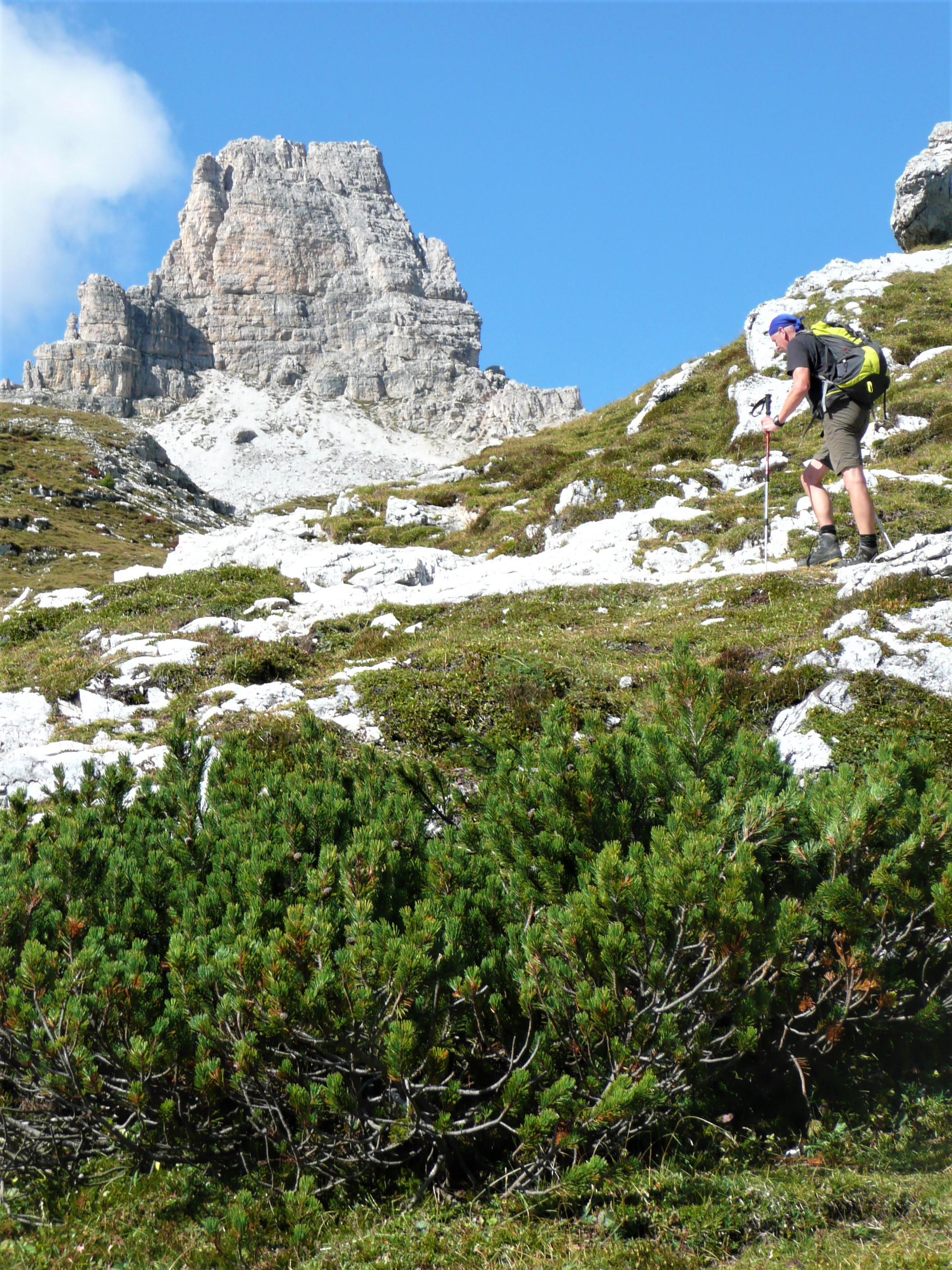
Dreischusterspitze při pohledu Altensteintalu
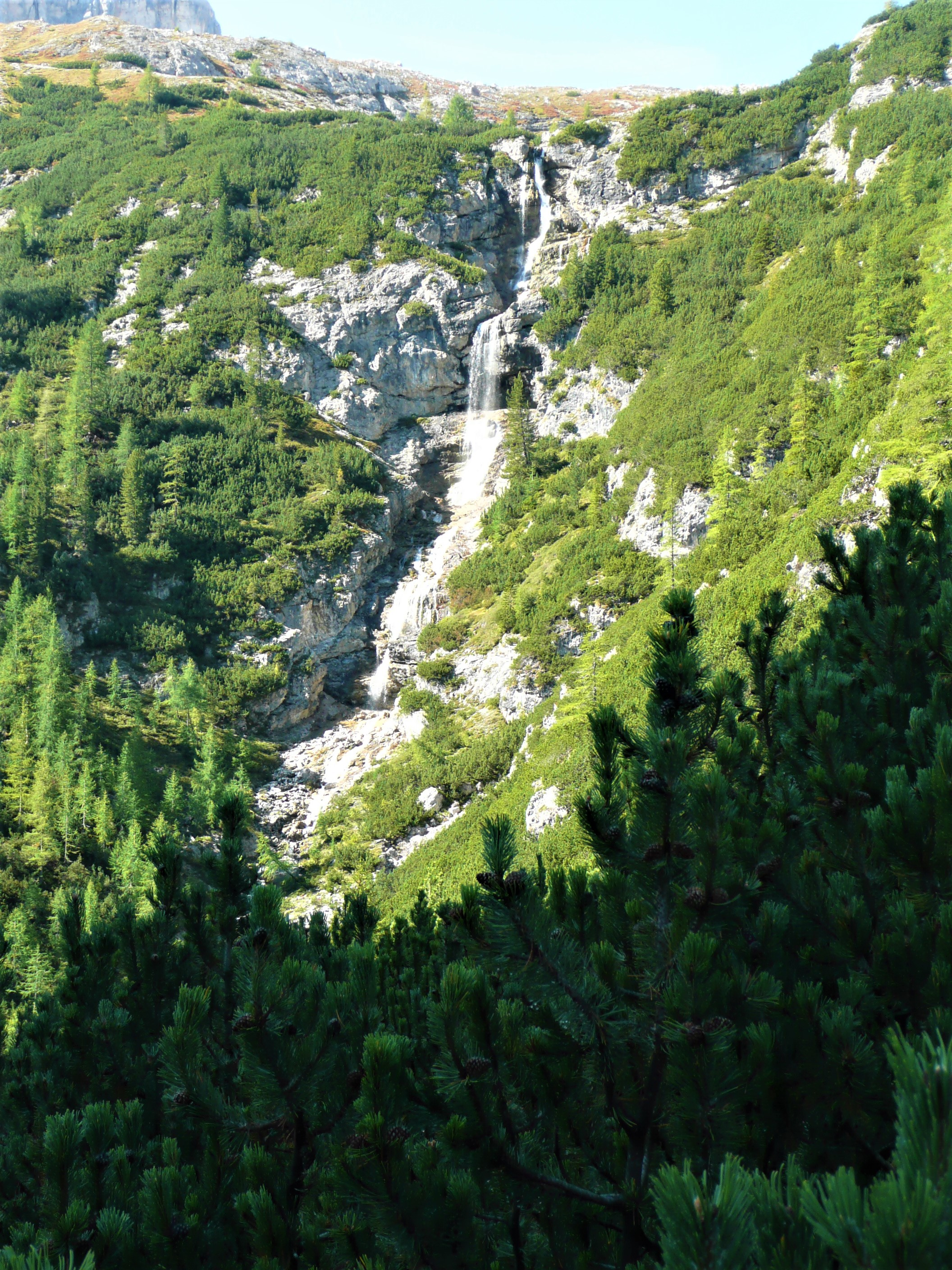
vodopád na konci údolí Altensteintal